# Eve Myles
Eve Myles (Ystradgynlais, Powys, 26 de julho de 1978) é uma atriz galesa, conhecida especialmente pelo seu desempenho como Gwen Cooper na série de ficção científica Torchwood.

## Filmografia
- 2008 - Merlin (Série)
- 2008 - Little Dorrit
- 2008 - Doctor Who
- 2007-2009 - Torchwood
- 2006 - Soundproof
- 2006 - These Foolish Things
- 2005 - Doctor Who
- 2005 - Colditz
- 2003 - EastEnders: Don's Story
- 2001 - Tales from Pleasure Beach
- 2000-2008 - Belonging

## Prêmios
- Em 2002 e 2003, foi nomeada Melhor Atriz nos prémios BAFTA Cymru pelo seu papel em Belonging.
- Em 2005, Eve ficou em 7º lugar nas 50 mulheres mais sexy do País de Gales na lista compilada pelo jornal Western Mail.
- Em 2006, o semanário Wales on Sunday nomeou Myles como a "Mais Elegível Solteira do Ano".